# 西村清則
西村 清則（にしむら きよのり、1924年〈大正13年〉6月15日 - 2003年〈平成15年〉2月5日）は、日本の政治家、実業家、教育者。鳥取県議会議員（日本社会党）。米子友好貿易代表取締役。日本中国友好協会鳥取県西部支部長。

## 経歴
鳥取県西伯郡夜見村上谷（現・米子市夜見町）に生まれる。武則の長男。米子中学校（現・米子東高校）を卒業、鳥取師範学校に入学。1945年、広島に野砲兵として入隊、6月に甲種幹部候補生として高知に行き、原爆の被災を免れる。
終戦後帰郷し、富益国民学校に勤務する。教員組合運動が盛んとなり、竹中栄、安田貞栄（のちの境港市長）らと共に運動に参加する。1947年に弓ヶ浜中学校に、1949年に美保中学校に、1954年に米子一中に転勤する。日本教職員組合の県・市の役員をつとめる。
1955年、鳥取県西部中学教組委員長、鳥取県西部労組協議会事務局長となる。1959年3月に中学教員を退職、同年4月に鳥取県議会議員に当選する。1966年、米子友好貿易会社を設立し、山陰の日中貿易の開発に努力する。1971年、鳥取県議選に落選したが、1975年、再選する。
2003年2月5日に死去、28日付で正六位を追贈された。

## 人物
1958年4月の勤評闘争で、ハンストに至るまでの強い反対闘争を行う。
1968年3月11日と12日本会議で近藤松寿議員（自民党）が「社会党は県民の敵で…」、西村議員（社会党）は「自民党は法の建て前もよく知らないで…」とそれぞれ失言、議場は一時紛糾し、議会運営委員会で善処される。
日中貿易の先鞭をつけたものとして高く評価される。
趣味は映画、スポーツ、囲碁。住所は米子市夜見町。

## 家族
西村家
- 父・武則（1899年 - ?、農業[1]、漁業[2]）
- 母・すえの（1906年 - ?、岩出倉松の三女、商業）[1][2]
- 妻[1][2]
- 長女[2]
- 二女[1]